# زورن لاوسبرگ
زورن لاوسبرگ (انگلیسی: Sören Lausberg؛ زادهٔ ۶ اوت ۱۹۶۹) دوچرخه‌سوار اهل آلمان است.
وی در مسابقات کشوری و بین‌المللی در مجموع برندهٔ ۱ مدال نقره، ۱ مدال برنز شده‌است.